# Taquímetre (rellotge)
|  | No s'ha de confondre amb Tacòmetre. |

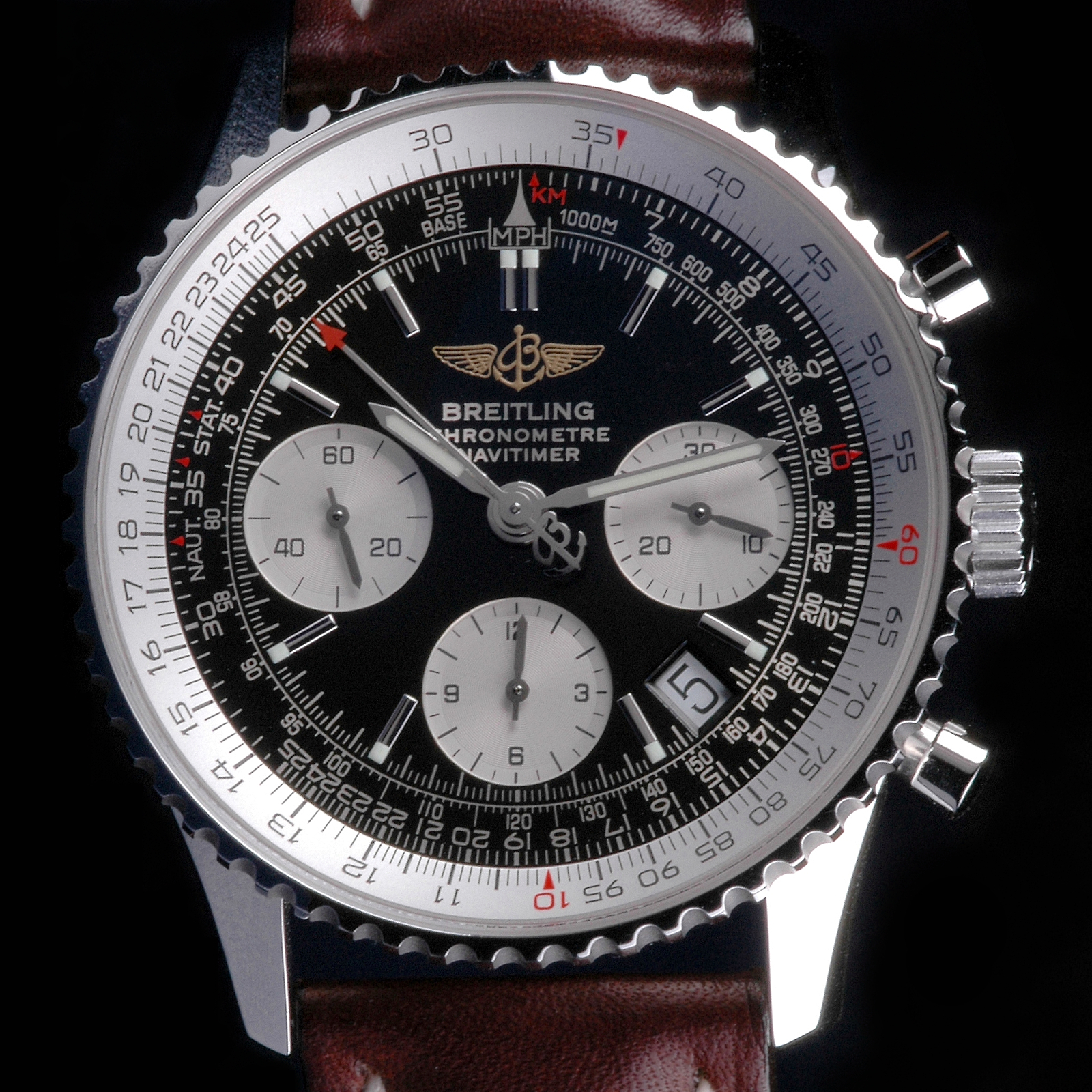
Taquímetre en un rellotge Breitling. Aquest és el disc graduat en sentit contrari a les agulles del rellotge (en sentit contrari a les agulles del rellotge) de 65, que indica per hora.

En rellotgeria, rep el nom de Tacòmetre (del grec antic: ταχύς "ràpid" i μετρέω "mesura"), el dial graduat que permet determinar una velocitat mitjana a partir del temps necessari per cobrir una distància determinada (generalment 1.000 mètres), en determinats rellotges l'escala a la vora de molts rellotges moderns (la majoria dels quals es troben en els cronògrafs). Aquesta escala no gira, està estacionària. Els signes correctes de l'escala taquimètrica: la inscripció "tachymeter" i les etiquetes - "60" enfront de les "12 hores" i "120" marques davant de la marca "6 hores".

## Descripció
Per mesurar la velocitat amb un taquímetre, s'engega el cronògraf en passar per una marca de distància determinada (per exemple, una fita de carretera). En el següent fita, el punt indicat per la maneta dels segons correspon sobre al taquímetre a la velocitat mitjana -per hora- entre les dues marques.
Un tacòmetre estàndard només determinarà velocitats superiors a 60 unitats/hora, utilitzant aquesta tècnica. Les velocitats més lentes es poden mesurar disminuint la unitat de mesura. De vegades es programa una funció de taquímetre en alguns rellotges amb pantalla digital.
La velocitat d'un objecte es defineix per l'equació :
{\displaystyle \mathrm {Velocitat} ={\frac {\mathrm {distancia} }{\mathrm {temps} }}}
L'escala taquimètrica dona la funció :
{\displaystyle {\text{Lectura quadrant}}={\frac {3\;600}{\text{Temps transcorregut}}}}
Per tant, la graduació del taquímetre és inversament proporcional al temps transcorregut. En general, l'escala només és fiable per a temps transcorreguts superiors a 7 segons.
Alguns taquímetres es col·loquen en un disc giratori indexat. Això permet dos usos addicionals : el taquímetre es pot alinear així amb una segona maneta lliure i, de manera més subtil, es pot utilitzar per calcular la velocitat mitjana durant llargs períodes. Col·locant el dial giratori davant de l'agulla dels minuts i anotant el quilometratge. Mireu el tacòmetre a 60 unitats de distància i s'indicarà la velocitat mitjana. Unes senzilles operacions matemàtiques permeten calcular mitjanes intermèdies, per exemple dividint per quatre el valor llegit per a 15 unitats de distància.

## Mesura de distància

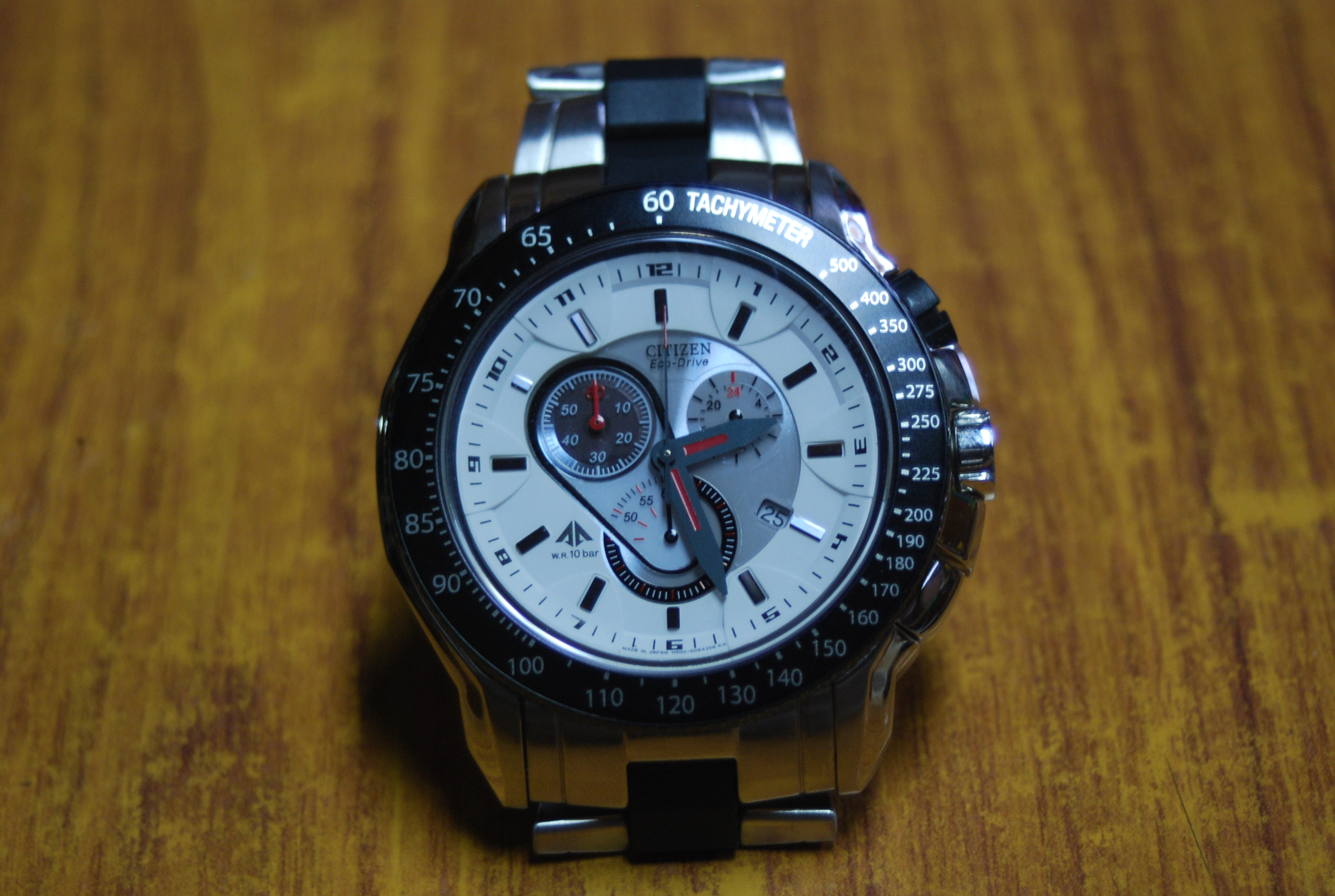

El taquímetre també es pot utilitzar per mesurar distàncies recorregudes cronometrant el recorregut a una certa distància a velocitat constant (distància = velocitat × temps). El taquímetre es gira per alinear-lo amb la maneta dels segons a l'inici del recorregut que es vol mesurar. Quan la maneta dels segons arriba al punt on el tacòmetre indica una mesura igual a la velocitat del vehicle, s'ha recorregut una unitat de distància (1 kilomètre si la velocitat es mesura en quilòmetres per hora, 1 milla si es mesura en milles per hora)., etc. .
En el mateix principi emprat amb el disc taquímetre, es pot aplicar a altres escales, per exemple, en telemetria. Està dissenyat per a determinar la distància a un objecte, mitjançant el so, i es basa en un relativament constant la velocitat del so en l'aire a una certa temperatura. Normalment es basa en mesurar el temps entre un llamp o el tretd'una pistola, que arriba a l'observador amb una velocitat molt alta (), i so d'aquest esdeveniment que arribar a l'observador més tard (340 m/s) . Per exemple, per a determinar la distància a l'epicentre de la tempesta: s'arrenca el cronògraf simultàniament amb el flash del llamp i s'atura quan arriba el tro. La maneta dels segons indica la distància fins a la tempesta.